# Nyctiophylax quadruplex
Nyctiophylax quadruplex is een fossiele soort schietmot uit de familie Polycentropodidae.